# Playa de San Martín
La playa de San Martín es una de las playas de la parroquia de Celorio, en el concejo de Llanes,  Asturias.   Se enmarca en las playas de la Costa Oriental de Asturias, en la Costa Verde, y está considerada paisaje protegido,  desde el punto de vista medioambiental (por su vegetación).  Por este motivo está integrada, según información del Ministerios de Agricultura, Alimentación y Medio Ambiente,  en el Paisaje Protegido de la Costa Oriental de Asturias.

## Descripción
Se trata de una playa de arena blanca con afloramientos rocosos. Presenta forma de concha y frente a ella se sitúan dos islotes (que forman parte de los conocidos como islas de Póo, a uno de los cuales se une mediante un tómbolo). El entorno puede considerarse virgen, por ser de carácter totalmente natural, lo cual supone no disponer de equipamientos ni servicios. Dado que presenta considerable oleaje se hace apta para la práctica de surf.  Durante la bajamar se une a la playa de Portiello.
Como dato curioso a tener en cuenta es la existencia de un fenómeno natural único en la zona: en la bajamar, se puede ver cómo brota agua de la arena de la playa. se trata de agua dulce subterránea.
Puede también destacarse la existencia de unas pequeñas calas. Realmente se trata de dos pequeños bancos de arena que no pueden considerarse playas en sí, a las que sólo se puede acceder por las rocas y que se llaman  “La Nixón”, que es valorada porque cuando se lleva a cabo la recogida de algas (ocle), quedan al descubierto dos cuevas conocidas como “los pozos de la nixón” donde se producía una gran acumulación de material; y "la Penal", la cual sólo es accesible, durante unas pocas horas,  en bajamar, desapareciendo al producirse la subida de la marea.